# مکداف
مکداف از شخصیت‌های برجسته نمایش نامه مکبث است.

## زندگی
مکداف از وفادارترین یاران پادشاه دانکن بود که بعد از قتل پادشاه توسط مکبث سعی می‌کند همراه خانواده اش به انگلستان بگریزد که مکبث خانواده او را اسیر کرده و آنها را با سوزاندن در آتش معدوم می‌کند. با رسیدن این خبر شوم به مکداف که به تازگی به مالکوم پسر پادشاه دانکن رسیده بود وی آتش کینه و نفرتش را حفظ کرده و با مالکوم و ده هزار نیروی کمکی عازم اسکاتلند می‌شوند تا از مکبث انتقام بگیرد. بارسیدن لشکریان مالکوم به دیوارهای دژ نظامی مکبث، او (مکبث) که درصدد مشورت با خواهران پیشگو امیدوار بود: «هرکس از مادرش زاده شده باشد نمی‌تواند به مکبث صدمه بزند» به دل لشکریان دشمن تاخته و چندی از آنان را معدوم کرد. در این هنگام مکداف او را به مبارزه دعوت کرده که ابتدا مکبث از آن سر باز زده اما مجبور به ستیز می‌شود و در گرماگرم جنگ که پیروزی به مکبث رو کرده بود، مکداف با نطق این عبارت «بگذار به آن شیاطینی که بندگی شان را می‌کنی بگویم که مکداف زودتر از موعد از شکم مادرش خارج شد» همه مردانگی مکبث را در هم می‌کوبد و او را می‌کشد.
سپس با مالکوم بیعت کرده و مالکوم شاه می‌شود.
1. ↑  مکبث (به انگلیسی). به کوشش ویلیام شکسپیر. {{cite book}}: More than one of |کد زبان= و |زبان= specified (help)نگهداری CS1: سایر موارد (link)